# 도로시 커스터
도로시 배일리 클라인 커스터(영어: Dorothy Bailey Cline Custer, 1911년 5월 30일 ~ 2015년 4월 22일)는 미국의 희극 배우, 하모니카 연주자, 백세인(centenarian)으로 NBC 토크쇼 《The Tonight Show with Jay Leno》(약칭 Tongiht Show)에 출연한 것으로 유명하며 그 후 아이다호주를 비롯한 미국 전역에서 많은 인터뷰를 받았다.

## 생애
커스터는 아이다호주 헤일리에서 태어나 현재 한센으로 불리는 록 크릭에서 성장했다. 아이다호 전문 대학을 졸업했고 1930년대 초반 머토(Murtaugh)의 학교에서 가르쳤다. 1937년 스스로를 조지 암스트롱 커스터의 후손이라고 주장하는 마빈 커스터와 결혼했다. 1939년 트윈 폴스로 이사했다.
1916년 아마추어 엔터테이너로 활동하기 시작했고 스탠드업 개그 캐릭터 13개를 했다. 1923년부터 하모니카 연주자였으며 개그할 때 음악을 이용하는 등의 활동을 했지만 2011년 전에는 유명하지 않았다. 투나잇 쇼에 2012년 재출연해서 ‘Let Me Call You Sweetheart’를 불렀다.
2012년 5월 스네이크강 협곡에서 집라인을 탐으로써 101번째 생일을 기념했다.
의사이자 작가인 제이컵 아펠(Jacob Appel)은 2012년 쓴 소설에서 그녀를 등장인물화했다. 2013년 커스터는 이에 기뻐했지만 그 책을 읽어본 적은 없다고 밝혔다. 2013년 6월, 커스터는 스네이크강 페린 브리지(Perrine Bridge)에서 유명한 베이스 점핑 강사 숀 추마(Sean Chuma)의 도움을 받아 베이스 점핑을 함으로써 최고령 베이스 점퍼가 됐다.